# Oleksandrivka, Rokîtne
Oleksandrivka (în ucraineană Олександрівка) este un sat în comuna Kîsorîci din raionul Rokîtne, regiunea Rivne, Ucraina.

## Demografie
Componența lingvistică a localității Oleksandrivka
     Ucraineană (99,79%)
     Alte limbi (0,21%)
Conform recensământului din 2001, majoritatea populației localității Oleksandrivka era vorbitoare de ucraineană (99,79%), existând în minoritate și vorbitori de alte limbi.